# Kommunalbestyrelse
 "Byråd" omdirigeres hertil. For betydningen norsk byregering, se Byråd (Norge).
 Denne artikel omhandler overvejende eller alene danske forhold. Hjælp gerne med at gøre artiklen mere almen.
En kommunalbestyrelse er den forsamling af folkevalgte politikere, som har det overordnede ansvar i en kommune. I nogle kommuner bruges betegnelsen byråd i stedet, mens kommunalbestyrelsen i Københavns Kommune hedder borgerrepræsentationen. 
I landkommuner – sognekommuner – hed forsamlingen tidligere sogneråd, men betegnelsen kommunalbestyrelse vandt fra 1920'erne frem, og de sidste sogneråd forsvandt med kommunalreformen i 1970. Efter lov om kommunernes styrelse af 31. maj 1968 bestemmer den enkelte kommune selv, hvorvidt kommunalbestyrelsen skal benævnes kommunalbestyrelse eller byråd.
Ifølge styrelsesloven skal medlemstallet i en kommunalbestyrelse være ulige. I kommuner med færre end 20.000 indbyggere (7 kommuner) skal der være mindst 9 og højst 31 medlemmer. I kommuner med flere end 20.000 indbyggere skal der være mindst 19 og højst 31 medlemmer, i Københavns Kommune dog højst 55. Medlemmerne kaldes kommunalbestyrelsesmedlemmer eller byrådsmedlemmer. I Københavns Kommune bruges dog betegnelsen borgerrepræsentationsmedlem eller slet og ret borgerrepræsentant.
Borgmesteren er kommunalbestyrelsens leder. Borgmesteren – i København overborgmesteren – er desuden formand for det udvalg, der koordinerer kommunens økonomi, nemlig økonomiudvalget.

## Kommunalt udvalgsstyre
Kommunen kan derudover vælge at nedsætte en række såkaldt stående udvalg. Det er ifølge styrelsesloven ganske frivilligt. Men så godt som alle kommuner har en række udvalg – større bykommuner har generelt flere end mindre landkommuner. Næsten alle har som minimum socialudvalg, kulturudvalg og teknisk udvalg. Disse udvalg ledes som regel af en formand. I Århus, Aalborg, Odense og på Frederiksberg bruges dog i stedet betegnelsen rådmand, mens København har en borgmester for hvert område. 
Udvalgsformanden eller rådmanden (i København borgmesteren) er samtidig øverste politiske chef for det pågældende forvaltningsområde, f.eks. kommunens socialforvaltning.
Kommunalbestyrelsen mødes en eller to gange om måneden. Møderne er offentlige, dog fastslår Styrelsesloven, at kommunalbestyrelsen kan behandle en sag for lukkede døre. Det er op til kommunalbestyrelsen at vurdere, hvorvidt en sag er af sådan karakter, at dørene skal lukkes, men det vil ofte være i sager om ansættelse og afskedigelse af embedsmænd samt køb og salg af fast ejendom.

## Valg til kommunalbestyrelsen
I Danmark er kommunalbestyrelser demokratisk valgt for en fast firårig periode. Nyvalg til kommunalbestyrelsen kan ikke udskrives i utide, sådan som det kan ske i Folketinget. Valgene til landets byråd finder sted den tredje tirsdag i november i hvert andet ulige år, f.eks. 2005. Næste kommunalvalg er således den 18. november 2025. De nyvalgte kommunalbestyrelser træder sammen inden 15. december, men formelt tiltræder de først pr. 1. januar.

## Kommunalreform 2007
I forbindelse med kommunalreformen, hvor kommunesammenlægninger fra 1. januar 2007 betød en væsentlig reduktion i antallet af kommuner, blev der vedtaget overgangsændringer, hvorefter kommunalbestyrelserne i de kommuner, som skulle sammenlægges, ekstraordinært fik forlænget deres funktionsperiode med 1 år, så den først udløb den 31. december 2006. De medlemmer, som i sådanne kommuner blev valgt til den nye kommunalbestyrelse ved kommunalvalget i 2005, var i denne periode et sammenlægningsudvalg, der skulle forberede sammenlægningen, men som desuden skulle godkende særlige dispositioner, som de fungerende kommunalbestyrelser ønskede at foretage. 
Kommunalreformen indebar desuden ændringer i bestemmelserne om kommunalbestyrelsernes størrelse, således at
- i de kommuner, der ikke blev lagt sammen, og som havde over 20.000 indbyggere skulle ved kommunalvalget i 2009 have mellem 19 og 31 kommunalbestyrelsesmedlemmer, mens antallet i kommuner med mindre end 20.000 indbyggere skulle være mellem 9 og 31 medlemmer.

Antal medlemmer skulle stadig være ulige, og der skulle fortsat være 55 medlemmer i Københavns borgerrepræsentation.

### Kommunekontaktråd
Kommunerne i en region har et fælles koordinerende og rådgivende organ, Kommunekontaktrådet.